# May di Teck
Lady May Helen Emma di Teck (Esher, 23 gennaio 1906 – Londra, 29 maggio 1994) è stata un membro della famiglia reale britannica, una pronipote della regina Vittoria, pro-pro-nipote di re Giorgio III e nipote della regina Mary, consorte di re Giorgio V.

## Biografia
Nacque a Claremont House, nei pressi di Esher, nel Surrey, in Inghilterra. Suo padre era il principe Alessandro di Teck (dopo il conte di Athlone), figlio più giovane del principe Francesco, duca di Teck e Maria Adelaide di Cambridge. Sua madre era la principessa Alice di Albany, la figlia del principe Leopoldo, duca di Albany, il più giovane figlio della regina Vittoria, e di sua moglie, la principessa Elena di Waldeck e Pyrmont.
Alla sua nascita fu designata Sua Altezza Serenissima la Principessa May di Teck. 

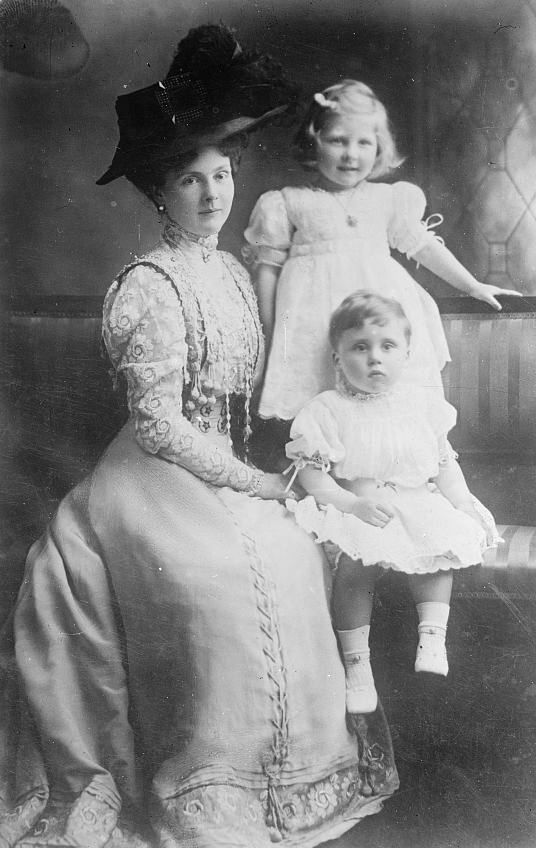
La Principessa May con sua madre e suo fratello Rupert.

## Lady May di Cambridge
Durante la prima guerra mondiale, il sentimento antitedesco nel Regno Unito condusse il cugino di May, re Giorgio V a cambiare il nome della casa reale dal germanico Casa di Sassonia-Coburgo-Gotha a Casa di Windsor. Il re, inoltre, rinunciò a tutti i suoi titoli germanici per se stesso e gli altri membri della famiglia reale britannica.
In risposta, il padre di May, il principe Alessandro, rinunciò al suo titolo di principe di Teck, nel Regno di Württemberg e allo stile Sua Altezza Serenissima. Alessandro, insieme al fratello, il principe Adolfo di Teck, adottarono il nome di Cambridge, in ricordo del nonno, il principe Adolfo, duca di Cambridge.
Pochi giorni dopo, il re lo creò conte di Athlone e visconte Trematon. La moglie di Alessandro, Alice, nata principessa britannica, mantenne il suo titolo e lo stile di Sua Altezza Reale e divenne nota come la principessa Alice, contessa di Athlone.
May fu una damigella d'onore reale in numerose occasioni:
- nel 1919 al matrimonio di Patricia di Connaught con il capitano Alexander Ramsay; * nel 1922 al matrimonio della principessa Mary con Visconte Lascelles;
- nel 1923 al matrimonio di Alberto, duca di York con Lady Elizabeth Bowes-Lyon[2].

Lady May non ricoprì nessun incarico ufficiale essendo solo membro alla lontana della famiglia reale. Partecipò a grandi eventi reali, come le incoronazioni di Giorgio VI nel 1937, e di Elisabetta II nel 1953, l'investitura del Principe Carlo a Principe di Galles nel 1969, il giubileo d'argento di Elisabetta II nel 1977 e il matrimonio di Carlo, principe di Galles e Lady Diana Spencer nel 1981.
Tra il 1958 e il 1966, Sir Henry Abel Smith servì come governatore del Queensland. Lady May lo accompagnò a Brisbane. Nel 1975 Lady May acquistò la tenuta di Barton Lodge, a Winkfield, nel Berkshire, che divenne la sua residenza.

## Matrimonio
Sposò, il 24 ottobre 1931, Henry Abel Smith, figlio di Francis Abel Smith e di Madeline St. Maur Seymour. Al matrimonio parteciparono quattro bambine come damigelle d'onore:
- la principessa Elizabeth,
- Rosemary Madeline Hamilton Fraser;
- Jennifer Bevan;
- Kathleen Alington.

e otto damigelle adulte:
- Imogen Rhys (figlia di Walter Rise, VII barone Dynevor);
- Lady Mary Whitley;
- Phyllis Seymour-Holm;
- la principessa Alice, duchessa di Gloucester;
- la principessa Ingrid di Svezia;
- la principessa Sibilla di Sassonia-Coburgo-Gotha;
- Verena Seymour (nipote di Henry Conyngham, IV marchese di Conyngham),
- Wenefryde Tabor[4] .

Il suo testimone era Cecil Weld Forester, VII barone Forester.
La coppia ebbe tre figli:
- Anne Mary Sibylla Abel Smith (28 luglio 1932), sposò David Liddell-Grainger, ebbero cinque figli;
- Richard Francis Abel Smith (11 ottobre 1933–23 dicembre 2004), sposò Marcia Kendrew, ebbero una figlia;
- Elizabeth Alice Abel Smith (5 settembre 1936), sposò Peter Wise, ebbero una figlia.

## Morte
Lady May morì il 29 maggio 1994, quasi un anno dopo il marito. Sono entrambi sepolti al Royal Burial Ground, non lontano dal Castello di Windsor. Il suo funerale si tenne presso la St George's Chapel, a Windsor il 9 giugno 1994, e vi partecipò tutta la famiglia reale al completo.

## Albero genealogico
|                                    |                                   |                                       | Genitori                                   |  |  | Nonni |  |  | Bisnonni                  |  |  | Trisnonni                        |  |
|                                    |                                   |                                       |                                            |  |  |       |  |  | Alessandro di Württemberg |  |  | Ludovico Federico di Württemberg |  |
|                                    |                                   |                                       |                                            |  |  |       |  |  | Alessandro di Württemberg |  |  | Ludovico Federico di Württemberg |  |
|                                    |                                   | Enrichetta di Nassau-Weilburg         |                                            |  |  |       |  |  | Alessandro di Württemberg |  |  |                                  |  |
| Francesco di Teck                  |                                   |                                       |                                            |  |  |       |  |  | Alessandro di Württemberg |  |  |                                  |  |
|                                    |                                   | Claudine Rhédey von Kis-Rhéde         | László Rhédey von Kis-Rhéde                |  |  |       |  |  |                           |  |  |                                  |  |
|                                    |                                   | Claudine Rhédey von Kis-Rhéde         | László Rhédey von Kis-Rhéde                |  |  |       |  |  |                           |  |  |                                  |  |
|                                    |                                   | Claudine Rhédey von Kis-Rhéde         | Agnes Inczédy de Nagy-Vàrad                |  |  |       |  |  |                           |  |  |                                  |  |
| Alessandro di Teck                 |                                   | Claudine Rhédey von Kis-Rhéde         |                                            |  |  |       |  |  |                           |  |  |                                  |  |
|                                    |                                   | Adolfo, duca di Cambridge             | Giorgio III del Regno Unito                |  |  |       |  |  |                           |  |  |                                  |  |
|                                    |                                   | Adolfo, duca di Cambridge             | Giorgio III del Regno Unito                |  |  |       |  |  |                           |  |  |                                  |  |
|                                    |                                   | Adolfo, duca di Cambridge             | Carlotta di Meclemburgo-Strelitz           |  |  |       |  |  |                           |  |  |                                  |  |
| Maria Adelaide di Cambridge        |                                   | Adolfo, duca di Cambridge             |                                            |  |  |       |  |  |                           |  |  |                                  |  |
|                                    |                                   | Augusta d'Assia-Kassel                | Federico d'Assia-Kassel                    |  |  |       |  |  |                           |  |  |                                  |  |
|                                    |                                   | Augusta d'Assia-Kassel                | Federico d'Assia-Kassel                    |  |  |       |  |  |                           |  |  |                                  |  |
|                                    |                                   | Augusta d'Assia-Kassel                | Carolina di Nassau-Usingen                 |  |  |       |  |  |                           |  |  |                                  |  |
| May di Teck                        |                                   | Augusta d'Assia-Kassel                |                                            |  |  |       |  |  |                           |  |  |                                  |  |
|                                    | Alberto di Sassonia-Coburgo-Gotha | Ernesto II di Sassonia-Coburgo-Gotha  |                                            |  |  |       |  |  |                           |  |  |                                  |  |
|                                    | Alberto di Sassonia-Coburgo-Gotha | Ernesto II di Sassonia-Coburgo-Gotha  |                                            |  |  |       |  |  |                           |  |  |                                  |  |
|                                    | Alberto di Sassonia-Coburgo-Gotha | Luisa di Sassonia-Gotha-Altenburg     |                                            |  |  |       |  |  |                           |  |  |                                  |  |
| Leopoldo di Sassonia-Coburgo-Gotha | Alberto di Sassonia-Coburgo-Gotha |                                       |                                            |  |  |       |  |  |                           |  |  |                                  |  |
|                                    |                                   | Vittoria del Regno Unito              | Edoardo Augusto, Duca di Kent e Strathearn |  |  |       |  |  |                           |  |  |                                  |  |
|                                    |                                   | Vittoria del Regno Unito              | Edoardo Augusto, Duca di Kent e Strathearn |  |  |       |  |  |                           |  |  |                                  |  |
|                                    |                                   | Vittoria del Regno Unito              | Vittoria di Sassonia-Coburgo-Saalfeld      |  |  |       |  |  |                           |  |  |                                  |  |
| Alice di Albany                    |                                   | Vittoria del Regno Unito              |                                            |  |  |       |  |  |                           |  |  |                                  |  |
|                                    |                                   | Giorgio Vittorio di Waldeck e Pyrmont | Giorgio II di Waldeck e Pyrmont            |  |  |       |  |  |                           |  |  |                                  |  |
|                                    |                                   | Giorgio Vittorio di Waldeck e Pyrmont | Giorgio II di Waldeck e Pyrmont            |  |  |       |  |  |                           |  |  |                                  |  |
|                                    |                                   | Giorgio Vittorio di Waldeck e Pyrmont | Emma di Anhalt-Bernburg-Schaumburg-Hoym    |  |  |       |  |  |                           |  |  |                                  |  |
| Elena di Waldeck e Pyrmont         |                                   | Giorgio Vittorio di Waldeck e Pyrmont |                                            |  |  |       |  |  |                           |  |  |                                  |  |
|                                    |                                   | Elena di Nassau                       | Guglielmo di Nassau                        |  |  |       |  |  |                           |  |  |                                  |  |
|                                    |                                   | Elena di Nassau                       | Guglielmo di Nassau                        |  |  |       |  |  |                           |  |  |                                  |  |
|                                    |                                   | Elena di Nassau                       | Paolina di Württemberg                     |  |  |       |  |  |                           |  |  |                                  |  |
|                                    |                                   | Elena di Nassau                       |                                            |  |  |       |  |  |                           |  |  |                                  |  |